# Holothuria horrida
Holothuria horrida is een zeekomkommer uit de familie Holothuriidae.
De wetenschappelijke naam van de soort werd in 1987 gepubliceerd door Massin.